# Hummels Wharf, Pennsylvania
Hummels Wharf, Pennsylvania (енгл. Hummels Wharf) насељено је место без административног статуса у америчкој савезној држави Пенсилванија.

## Демографија
По попису из 2010. године број становника је 1.353, што је 712 (111,1%) становника више него 2000. године.
| Група             | 2000.       | 2010.         |
| Белци             | 622 (97,0%) | 1.278 (94,5%) |
| Афроамериканци    | 3 (0,5%)    | 17 (1,3%)     |
| Азијати           | 8 (1,2%)    | 15 (1,1%)     |
| Хиспаноамериканци | 6 (0,9%)    | 36 (2,7%)     |
| Укупно            | 641         | 1.353         |